# Вены таламуса
Вены таламуса (лат. venae thalami) - это вены, дренирующие (отводящие кровь) от одной из важнейших и крупнейших структур промежуточного мозга позвоночных животных - так называемого таламуса, или зрительных бугров. Наиболее развит таламус у млекопитающих, особенно у приматов и в особенности у человека. Пропорциональному развитию в ходе эволюции головного мозга, вместе с самим таламусом (его нервными структурами и связями), подверглась и венозная сеть, дренирующая таламус: увеличился как калибр его вен, так и их количество, и степень их разветвлённости и сложности.

## Проблема терминологии и классификации вен таламуса
В отличие от ситуации с более крупными и лучше изученными венами мозга, общепринятой международной анатомической классификации и общепринятых наименований для вен таламуса не существует до сих пор. Так, например, "Анатомия по Пирогову. Атлас анатомии человека" от 2011 года (авторы-составители В.В. Шилкин и В.И. Филимонов) из всех вен таламуса упоминает лишь самые крупные верхние вены таламуса (venae superiores thalami), и только лишь в виде однократного схематического изображения на картинке на стр. 351. А в таблице вен головного мозга на стр. 347 эти вены - единственные из всего списка приведённых в нём вен мозга - помечены звёздочкой, означающей, что термин не включен в IAT (Международную анатомическую классификацию).
Одним из наиболее полных и подробных описаний вен таламуса до настоящего времени остаётся описание, данное в 1976 году Бенно Шлезингером. Он предложил сгруппировать все найденные и описанные им вены таламуса в две большие группы - центральную группу (venae centrales thalami) и латеральную, или боковую, группу (venae laterales thalami). В свою очередь, латеральную группу вен таламуса он подразделил на меньшую по количеству входящих в неё вен подгруппу латеральных верхних вен (venae laterales superiores thalami), и более крупную по количеству входящих в неё вен подгруппу латеральных нижних вен (venae laterales inferiores thalami).
Б. Шлезингер указывал, что центральные вены таламуса формируются (берут начало) в глубине таламического ядерного комплекса, и впадают либо в одну из малых вен Галена, либо в базальную вену (вену Розенталя). В то же время латеральные вены таламуса формируются (берут своё начало) в латеральной области таламуса, или в таламо-капсулярной области, то есть в той области таламуса, которая прилегает к внутренней капсуле. При этом латеральные верхние вены таламуса впадают в верхнюю таламостриарную вену, а латеральные нижние вены таламуса впадают в базальную вену (вену Розенталя) или в один из её межножковых притоков.
Б. Шлезингер также показал, что работу венозной системы таламуса во всей её целостности невозможно понять, если описывать и рассматривать только вены собственно таламуса, не рассматривая вены близко расположенных анатомических структур, и что некоторые части таламуса дренируются также этими, внеталамическими ("экстраталамическими") венами, а зоны дренирования разных вен отчасти перекрываются. В частности, вентральная задняя часть таламуса дренируется, наряду с прочими венами, также так называемыми венами субталамо-мезэнцефалической группы, дренирующими расположенные рядом структуры - неопределённую зону, субталамус, чёрную субстанцию и красное ядро. Верхняя часть таламуса дренируется, наряду с прочими венами, также эпиталамическими венами. Прилегающие к стенке третьего желудочка мозга области таламуса дренируются, наряду с прочими венами, также маргинальными (пограничными) венами третьего желудочка, пролегающими непосредственно под его эпендимой. Поэтому эти вены, хотя и не являются венами собственно таламуса, также должны быть описаны здесь.

## Центральная группа вен таламуса по Шлезингеру
Фронтально-полярные вены таламуса (venae fronto-polares thalami) собирают кровь от передних ядер таламуса и впадают во внутреннюю мозговую вену.
Медиальные передние вены таламуса (venae mediales anteriores thalami) собирают кровь от медиальной передней части таламуса и впадают во внутреннюю мозговую вену.
Самыми крупными венами таламуса являются вены, которые Шлезингер называл главными, или основными (venae principales thalami), или центромедиальными венами таламуса (venae centro-mediales thalami). Они собирают кровь от латеральных, вентральных и ретикулярной групп ядер таламуса, а также от ядер гипоталамуса, и впадают во внутреннюю мозговую вену.
Вены подушки таламуса (venae pulvinares thalami), а именно нижние (venae pulvinares inferiores) и срединные (или медиальные) вены подушки таламуса (venae pulvinares mediales), как следует из их названия, собирают кровь от ядер подушки таламуса. Однако нижняя вена подушки таламуса впадает в базальную вену, в то время как срединная вена подушки таламуса впадает во внутреннюю мозговую вену.
Таламо-коленчатые вены (venae thalamo-geniculatae), которые Шлезингер иногда также называл коленчато-таламическими (venae geniculo-thalamicae), выходят у заднего конца (заднего полюса) таламуса, собирают кровь преимущественно от метаталамуса (состоящего из латерального и медиального коленчатых тел) и впадают либо в базальную вену (вену Розенталя), либо в вены преддверия третьего желудочка головного мозга.

## Латеральная группа вен таламуса по Шлезингеру

### Латеральная верхняя подгруппа
Парные латеродорсальные вены таламуса (venae latero-dorsales thalami) собирают кровь от латеродорсальных ядер соответствующих половинок таламуса, и впадают в верхнюю таламостриарную вену.

### Латеральная нижняя подгруппа
Парные латерокаудальные (venae latero-caudales thalami) и латеровентральные вены таламуса (venae latero-ventrales thalami) собирают кровь, соответственно, от каудальной и вентральной частей латеральной группы ядер соответствующей половинки таламуса, и впадают в базальную вену.